# Hütschenhausen
Hütschenhausen è un comune di 3.863 abitanti della Renania-Palatinato, in Germania.
Appartiene al circondario (Landkreis) di Kaiserslautern (targa KL) ed è parte della comunità amministrativa (Verbandsgemeinde) di Ramstein-Miesenbach.